# Włókna
Włókna (německy Siebenhuben) je bývalá ves v současné době část vesnice Rudziczka v jižním Polsku, v Opolském vojvodství, v okrese Prudník, ve gmině Prudník.
Začlenění vesnice Włókna do vesnice Rudziczka bylo provedeno 1. dubna 1939.
V období 1975–1998 část vesnice byla součástí Opolského vojvodství.

## Geografie
Ves leží v Opavské pahorkatině.

## Doprava
Vesnicí prochází silnice 1. třídy č. 41 (DK41).

## Památky
Ve vesnici se nachází kaple z 18. století, která je zapsaná v seznamu kulturních památek Opolského vojvodství. Drobná sakrální zděná stavba na půdorysu obdélníku se čtyřbokou věží v západním průčelí. Kaple má sedlovou střechu, věž je zakončena jehlanovou střechou s šestibokou lucernou a helmicí.